# Rivière Sainte-Marguerite (Saguenay)
Der Rivière Sainte-Marguerite ist ein Zufluss des Fjord du Saguenay in den Verwaltungsregionen Saguenay–Lac-Saint-Jean und Côte-Nord der kanadischen Provinz Québec.

## Flusslauf
Der Rivière Sainte-Marguerite hat seinen Ursprung in dem See Lac Sainte-Marguerite im Canton de Silvy. 
Der Oberlauf des Rivière Sainte-Marguerite, wo er nach Südwesten fließt, befindet sich im Parc national des Monts-Valin.
Etwa 15 km nordöstlich von Saint-Fulgence wendet er sich dann aber scharf nach Osten und verläuft anschließend über eine Strecke von 60 km in einem gletschergeformten Flusstal knapp 10 km nördlich des Saguenay-Fjords parallel zu diesem. Am Zusammenfluss mit dem von Osten kommenden Rivière Sainte-Marguerite Nord-Est nahe Sacré-Cœur ändert der Fluss seine Richtung nach Süden und mündet kurz darauf in den Fjord, etwa 25 km vor dessen Einmündung in den Sankt-Lorenz-Strom. Die Route 172 folgt ab Flusskilometer 60 dem Rivière Sainte-Marguerite bis kurz vor dessen Mündung.
Der Rivière Sainte-Marguerite hat eine Länge von etwa 100 km. Er entwässert ein Areal von 2132 km², wobei mehr als die Hälfte davon auf den Nebenfluss Rivière Sainte-Marguerite Nord-Est entfallen. Der mittlere Abfluss wird mit 42 m³/s angegeben.

## Bilder

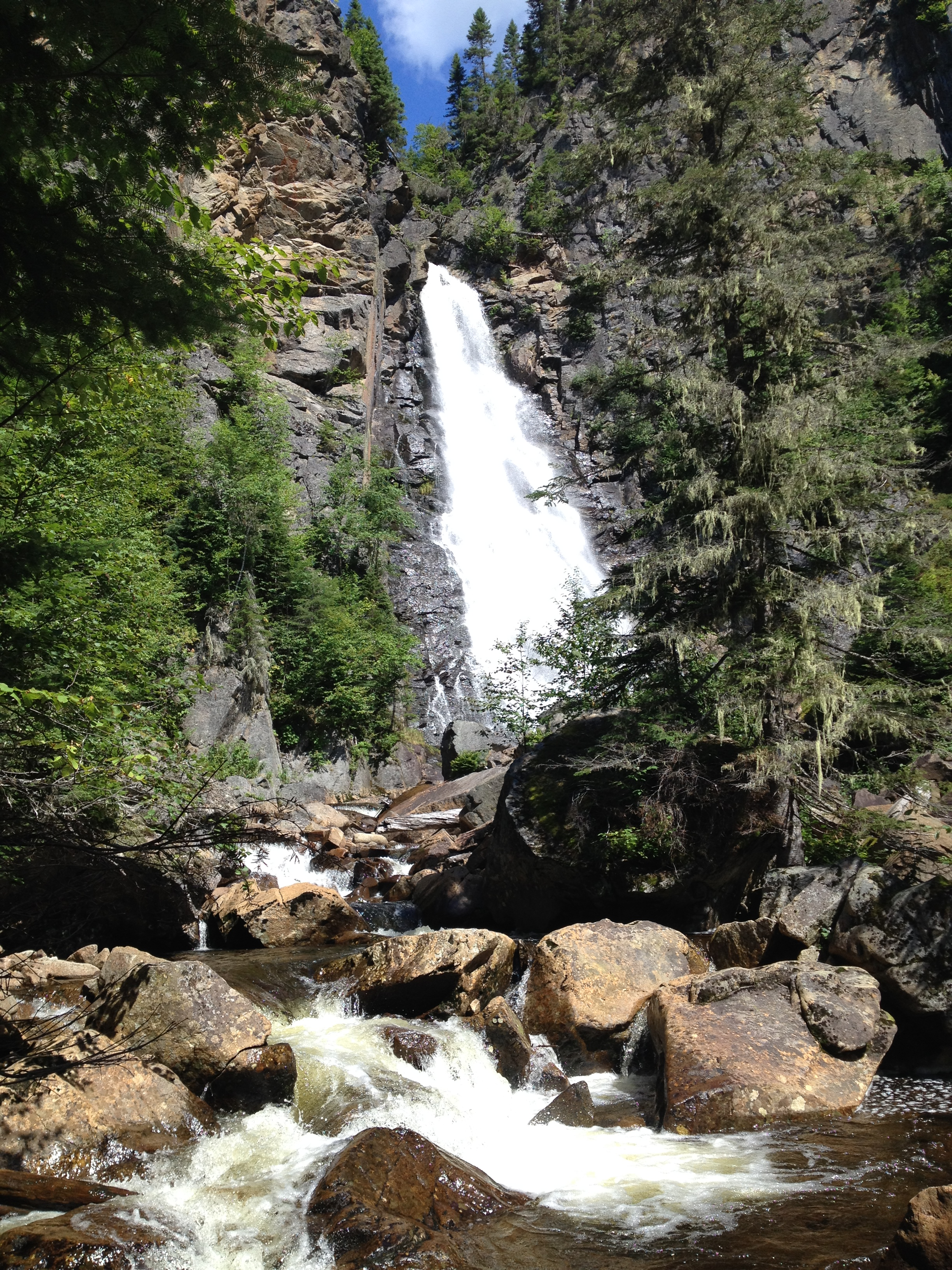
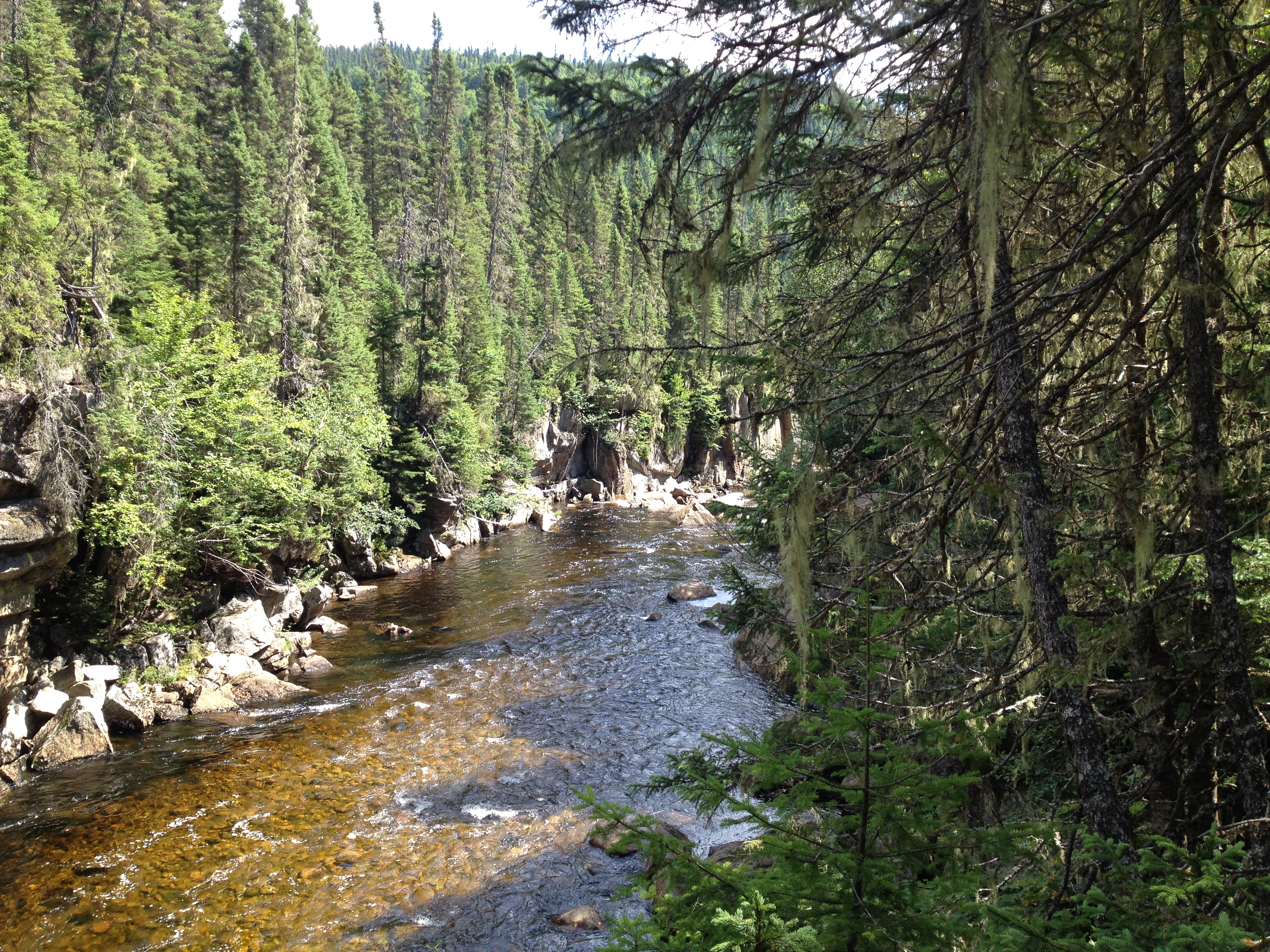
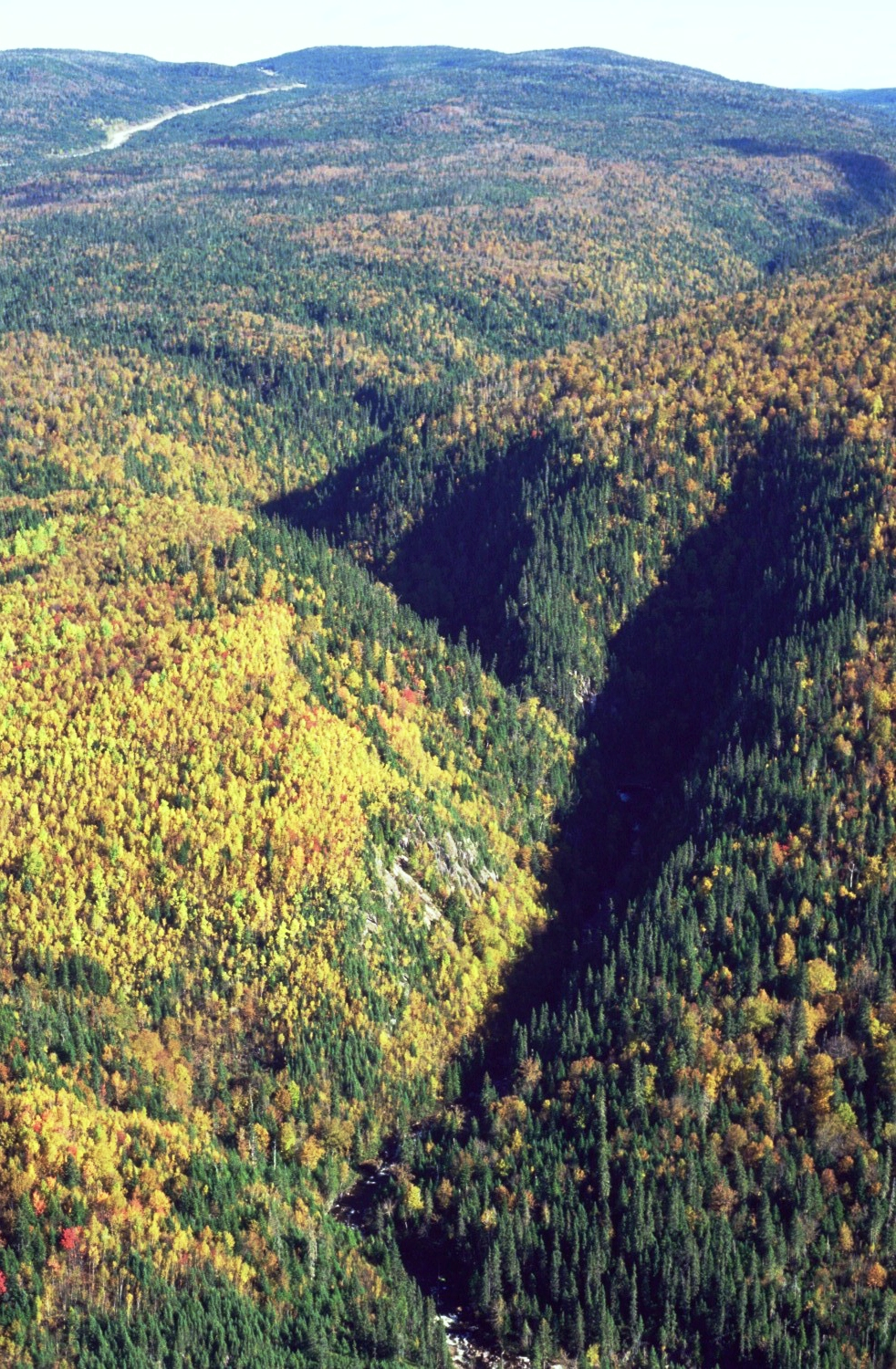
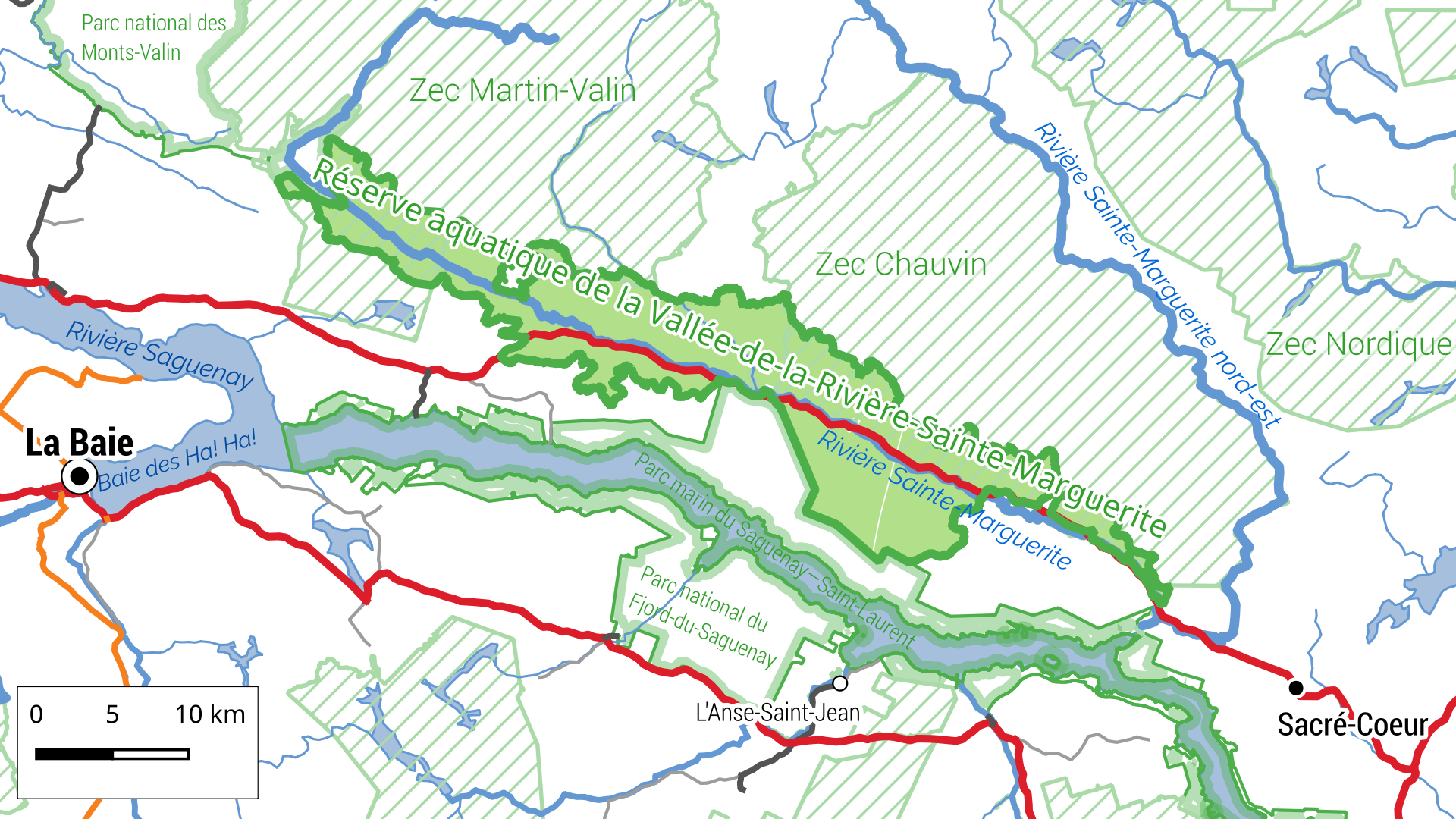